# Anna Bulanowa
Anna Bulanowa (russisch Анна Була́нова; * 12. Mai 1994) ist eine kirgisische Leichtathletin, die sowohl im Sprint als auch im Weitsprung antritt.

## Sportliche Laufbahn
Erste internationale Erfahrungen sammelte Anna Bulanowa bei den Jugendweltmeisterschaften 2011 nahe Lille, bei denen sie im 100-Meter-Lauf in 12,82 s in der ersten Runde ausschied. 2012 nahm sie an den Hallenasienmeisterschaften im chinesischen Hangzhou teil und gewann dort mit der kirgisischen 4-mal-400-Meter-Staffel die Bronzemedaille. Zudem belegte sie im Weitsprung mit 4,94 m den achten Platz. Kurz darauf nahm sie über 60 Meter an den Hallenweltmeisterschaften in Istanbul teil und schied dort mit 6,16 s im ersten Vorlauf aus. Zwei Jahre darauf nahm sie erneut an den Hallenasienmeisterschaften in Hangzhou und wurde diesmal mit 5,78 m Siebte im Weitsprung. Bei der Sommer-Universiade 2015 im südkoreanischen Gwangju schied sie mit 5,44 m bereits in der Qualifikation aus. 2016 belegte sie bei den Hallenasienmeisterschaften in Doha mit 5,84 m Rang neun.
2018 nahm sie erneut über 60 Meter an den Hallenasienmeisterschaften in Teheran teil und wurde dort im Finale in 7,57 s Achte. Ende August nahm sie zum ersten Mal an den Asienspielen in der indonesischen Hauptstadt Jakarta teil, erreichte dort über 200 Meter das Halbfinale und beendete den Weitsprung mit 6,09 m auf dem elften Platz. Im Jahr darauf belegte sie bei den Asienmeisterschaften in Doha in 11,61 s und 23,70 s die Ränge sieben und acht über 100 und 200 Meter. Anschließend schied sie bei den Studentenweltspielen in Neapel mit 11,88 s im Vorlauf aus.
2011 wurde Bulanowa kirgisische Hallenmeisterin im 60-Meter-Lauf.

## Persönliche Bestleistungen
- 100 Meter: 11,55 s (−0,1 m/s), 21. April 2019 in Doha
  - 60 Meter (Halle): 7,45 s, 22. Januar 2019 in Öskemen
- 200 Meter: 23,55 s (+0,6 m/s), 23. April 2019 in Doha
  - 200 Meter (Halle): 24,28 s, 23. Januar 2019 in Öskemen (Kirgisischer Rekord)
- Weitsprung: 6,28 m (0,0 m/s), 16. Juni 2018 in Bischkek
  - Weitsprung (Halle): 6,05 m, 29. Januar 2016 in Öskemen (Kirgisischer Rekord)